# Acronicta nigralbata
Acronicta nigralbata är en fjärilsart som beskrevs av W. Warren 1914. Acronicta nigralbata ingår i släktet Acronicta och familjen nattflyn. Inga underarter finns listade i Catalogue of Life.